# Aliens (rivista italiana)
Aliens (sottotitolata Rivista di fantascienza) è stata una rivista mensile italiana di fantascienza fondata nel 1979 da Giovanni Armenia. Il primo numero uscì in edicola nel novembre 1979.
La rivista, pensata come ideale prosecuzione dell'esperienza della defunta Robot, nel progetto iniziale avrebbe dovuto chiamarsi Alien, ma la concomitanza dell'uscita del film Alien di Ridley Scott avvenuta nello stesso periodo fece optare per una piccola modifica al nome della testata, per non incorrere in problemi di copyright.
Aliens era dedicata principalmente a racconti di fantascienza in forma antologica e ad articoli (saggi e interviste) sempre nell'ambito fantascientifico, con una particolare attenzione al fandom fantascientifico italiano. Ebbe tra i collaboratori i nomi storici che avevano già collaborato con Robot, quali Vittorio Curtoni, Giuseppe Lippi, Danilo Arona e Giuseppe Festino.
A causa della crisi italiana del settore, con il numero 9/10 dell'agosto 1980 la rivista chiuse definitivamente, decretando il ritiro dell'editore Armenia dal campo fantascientifico nel corso del decennio successivo.